# Tramway d'Oberhausen
Le tramway d'Oberhausen est un réseau de tramway qui dessert la ville allemande d'Oberhausen. Ouvert en 1996, il compte une unique ligne, connectée au réseau de tramway de Mülheim an der Ruhr.